# سایوز۳۰
سایوز-۳۰ (به روسی: Союз 30)(به معنای اتحاد ۳۰) ششمین مأموریت سرنشین دار سازمان فضایی شوروی به مقصد ایستگاه فضایی سالیوت۶ و پنجمین اتصال موفقیت‌آمیز به آن بود. این مأموریت حامل نخستین فضانوردان بازدیدکننده از خدمه سایوز۲۹ و دومین مأموریت از سری برنامه های اینترکسموس شوروی به حساب می آمد که با پرتاب فضانورد لهستانی، دومین شهروند غیر روسی و آمریکایی به فضا سفر کرد.

فضانوردان سایوز۳۰ علاوه بر آزمایش های برنامه ریزی شده، تصویربرداری فضایی نیز انجام دادند. آن ها حتی توانستند شفق قطبی را نیز رصد کنند.

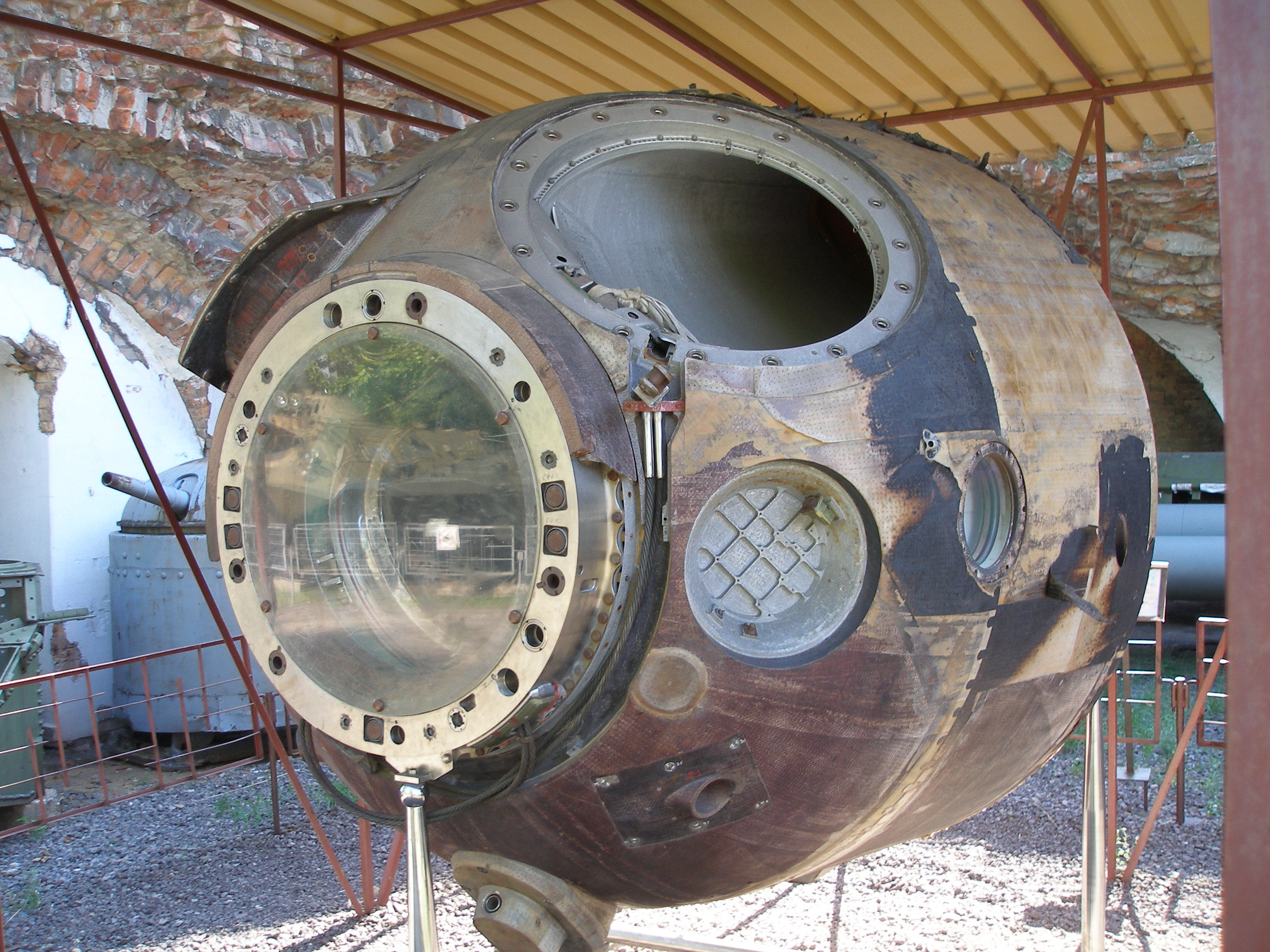
کپسول فرود سایوز۳۰ که در لهستان نگهداری می شود

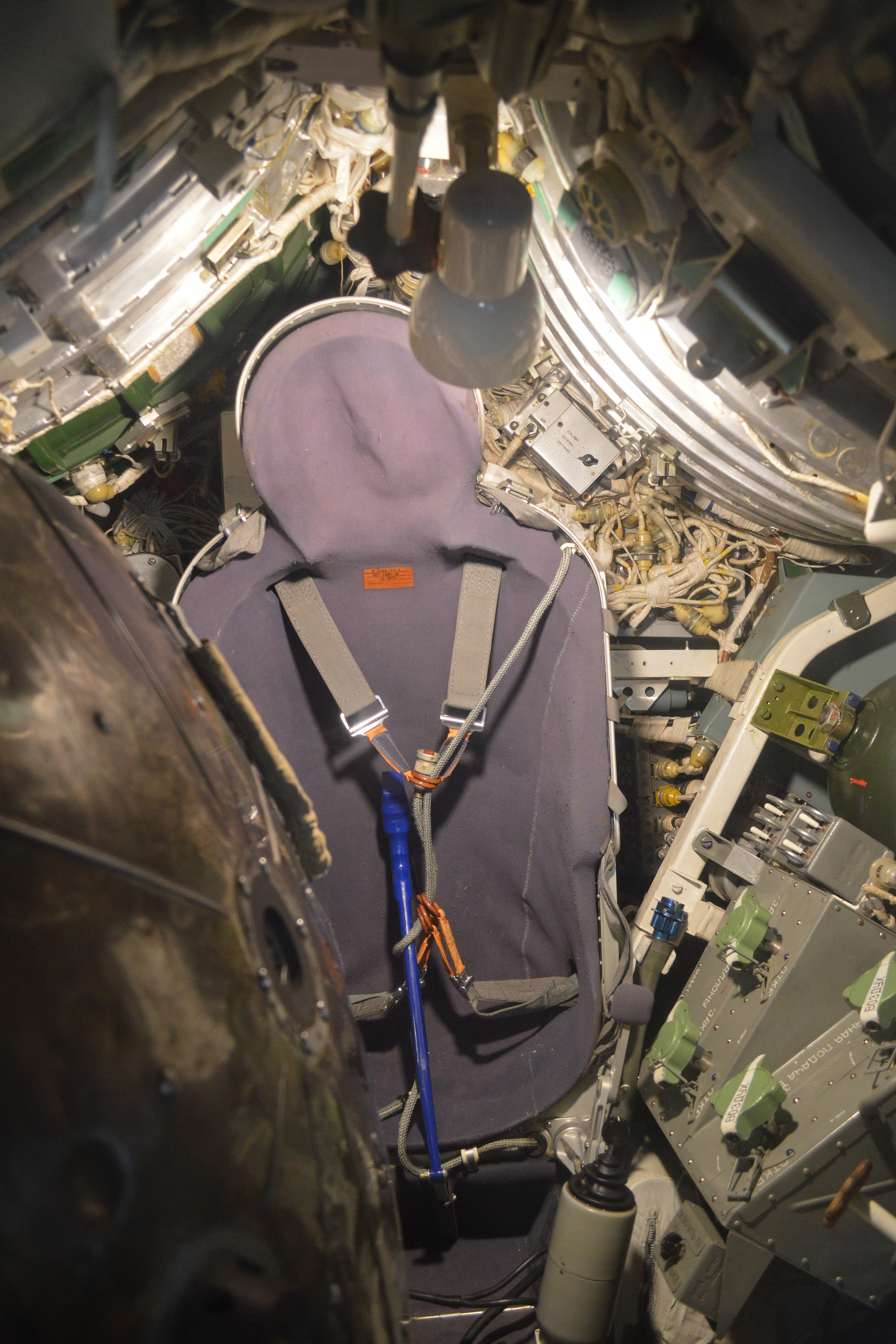
نمای داخلی سایوز۳۰

## خدمه مأموریت
| شماره | نام                | ملیت               | تعداد پرواز | نقش عملیاتی | تصویر |
| ۱     | پیوتر کلیموک       | اتحاد جماهیر شوروی | ۳           | فرمانده     |       |
| ۲     | میروسلاو هرماشفسکی | لهستان             | ۱           | محقق فضایی  |       |